# El carguero Avilés
El carguero Avilés es una pintura del artista español Tomás Campuzano y Aguirre.

## Historia y descripción
Pintada en 1885, el lienzo es una marina que muestra las cercanías de un muelle y, en primer plano, una serie de barcos. Entre estos barcos destaca un carguero que aparece rotulado con el nombre Avilés. El nombre del carguero vendría dado por la amistad del pintor con Ángel Avilés Merino.
El cuadro perteneció a la colección de arte de Ángel Avilés Merino. En 1922, dos años antes de su muerte, donó su colección al Museo de Bellas Artes de Córdoba, donde se conserva actualmente.